# Claviger longicornis
Claviger longicornis é uma espécie de insetos coleópteros polífagos pertencente à família Staphylinidae.
A autoridade científica da espécie é Muller, tendo sido descrita no ano de 1818.
Trata-se de uma espécie presente no território português.